# Золоточка звичайна
Золоточка звичайна (Chrysopa perla) — вид сітчастокрилих комах родини золотоочкових (Chrysopidae).

## Поширення
Вид поширений у більшій частині Європи (винятком Ісландії, найпівнічніших районів Скандинавії, Ірландії та частини Південної Європи) та в помірних зонах Азії. На сході спостерігається аж до озера Байкал і Монголії. Трапляється у прохолодних і тінистих місцях, головним чином у вологих листяних лісах, узліссях лісів, живоплотах, чагарникових луках і чагарниках.

## Опис
Дорослі особини досягають 10-12 мм завдовжки, з розмахом крил 25-30 мм. Основне забарвлення тіла зелене. Голова чорного забарвлення з округлою блідою плямою, очі жовті. На грудях і череві також є чорні плями. На передній частині грудей у тварин є смердюча залоза. Біля основи передніх крил є тимпанальний орган, який дозволяє сприймати ультразвукові звуки. Це виконує функцію захисту від кажанів, які полюють на комах вночі. Крила синьо-зелені з чорними жилками. Взимку вони стають блідо-жовтими. На голові, грудях і внизу живота є кілька чорних плям. Другий сегмент вусика чорний. Цей вид досить схожий на Chrysopa dorsalis, але овальну бліда пляма між очима, більше округла у C. perla.
Личинки — маленькі, дуже волохаті і щетинисті тварини з дуже потужним ротовим апаратом, за допомогою якого вони утримують здобич. Вони коричневого кольору з зеленуватим малюнком.

## Спосіб життя
Імаго трапляються з травня по серпень. Активні хижаки, живляться переважно попелицею, іноді квітковим нектаром. Самиці, зазвичай, відкладають яйця поблизу колоній попелиці. Личинки є активними хижаками, які в основному харчуються попелицями (Aphididae), червцями (Coccidae) та гусеницями (Pieris brassicae, Autographa gamma). Дорослі комахи впадають в зимову сплячку.